# Помазков Григорій Петрович
Григорій Петрович Помазков (рос. Григорий Петрович Помазков; 15 грудня 1924, хутір Мирошниківка, Білокалитвинський район, Ростовська область, Російська РФСР — червень 2012) — російський поет, член Спілки письменників СРСР, Росії з 1979 року.

## Біографія
Народився в сім'ї сільського коваля. Юність пройшла на хуторі Макеевом Тацинского району, куди в 1940 році переїхали батьки.
У перші місяці Німецько-радянської війни Р. Помазков працював на будівництві оборонних укріплень. У січні 1943 року був призваний у діючу армію. Був кулеметником, командиром відділення, помічником взводу взводу автоматників, брав участь у боях у складі 5-ї танкової , 12-ї та 18-ї армій, форсував Південний Буг. Війну закінчив у Східній Силези.
Після Німецько-радянської війни — курсант Львівського військово-піхотного училища, яке закінчив у 1947 році. Служив у Прикарпатському військовому окрузі у посаді командира взводу батальйонних мінометів, вів комсомольську і партійну роботу в полку. У 1950—1955 роках навчався у військовій академії. За роки військової служби Р. Помазков закінчив Вищі прокурорські курси (1970 р.) і самостійно освоїв програму Літературного інституту ім. А. М. Гіркого. До 1973 року служив у військовій юстиції на різних посадах. У 1980-х роках Р. П. Помазков працював в Бюро пропаганди художньої літератури Ростовської письменницької організації.

## Творчість
З юних років займався поетичною творчістю. Звільнившись у запас, Григорій Петрович віддався літературній справі. Його вірші публікують журнали «Дон». «Нева», «Москва», «Новий світ», газети «Літературна газета», «Известия» та інші.
У 1977 році вийшла у світ перша поетична книжка Р. Помазкова «Іменем серця» (Воениздат). У ній, поряд з віршами про війну, про сучасної армії, опублікована поема «Макєєв хутір». Так переплелися в творчості Григорія Помазкова дві теми: війна і мирне життя милого серцю степового Дону.
Військова біографія поета відбилася і в його наступних книгах: «Корнєва земля», «Расколосье», «Берегова річка». Центральне місце у збірці «Расколосье» займає героїчна новела "На вістрі «Білих стріл» — про подвиг тацинских піонерів Гриші Волкова і Феді Ігнатенко, посмертно нагороджені медалями «За відвагу».
Поеми Григорія Петровича Помазкова «Мехеев хутір», «Ім'я та по батькові», «Любисток» автобіографічні та являють собою ліричну хроніку життєвого шляху батьків поета, його дитинства, першої молодий, наївне кохання.
Автор часто перекидає місток від воєнних років до сьогоднішніх днів: він присвячує вірші будівельникам Атоммашу, хліборобам Дону. Ніщо на рідній донський землі йому не чуже.

## Нагороди
- Орден Вітчизняної війни II ступеня
- Дві медалі «За бойові заслуги»
- Інші військові відзнаки

## Твори
Окремі видання:
- Ім'ям серця. Вірші, поема. — М: Воениздат, 1977.
- Коренева земля. Лірика. — Ростов н/Д: Ростиздат, '31978.
- Расколосье. Вірші і поеми. — М: изд-во «Радянський письменник», 1982.
- Березова річка. Вірші і поеми. — Ростов-н/Д: Ростиздат, 1984.
- Полі першої любові. — Ростов-н/Д: Ростиздат, 1990.
- Повернення до Світла. Духовно-моральна книга. — Новосибірськ: вид-во Державної науково-технічної бібліотеки Сибірського відділення Російської Академії Наук, 1995—1996.
- Від Дону до Обі. Духовні стихословия. — Новосибірськ: вид-во Державної науково-технічної бібліотеки Сибірського відділення Російської Академії Наук, 1997.
- У пошуках істини в ім'я людини і закону. Документальні новели, нариси, фейлетони, нариси, гуморески, вірші. — Ростов н/Д: Ростиздат, 2002.